# 大阪デジタルテクノ専門学校
大阪デジタルテクノ専門学校（おおさかデジタルテクノせんもんがっこう）は、学校法人都築学園が運営する大阪市天王寺区にある専修学校。かつては「大阪科学工業専門学校」と称していた。

## 沿革
- 1996年4月 - 大阪科学工業専門学校として開校
- 2000年 - 大阪デジタルテクノ専門学校に改称
- 2009年10月7日 - 2010年度以降の学生募集停止を発表
- 2010年4月 - 校地が神戸医療未来大学大阪天王寺キャンパスとなる（社会福祉学部経営福祉ビジネス学科）

## 学科
以下の学科は、大阪デジタルテクノ専門学校に設置されていた学科
- 建築学科
- コンピュータネットワーク学科
- 生活環境デザイン学科
- 電気工学科
- 土木工学科
- マルチメディア学科
- ものづくりデザイン学科
- 建築・デザイン研究科

## 所在地
〒543-0042 大阪市天王寺区烏ヶ辻2-1-4
最寄り駅は、JR大阪環状線桃谷駅